# Arvo Ylppö

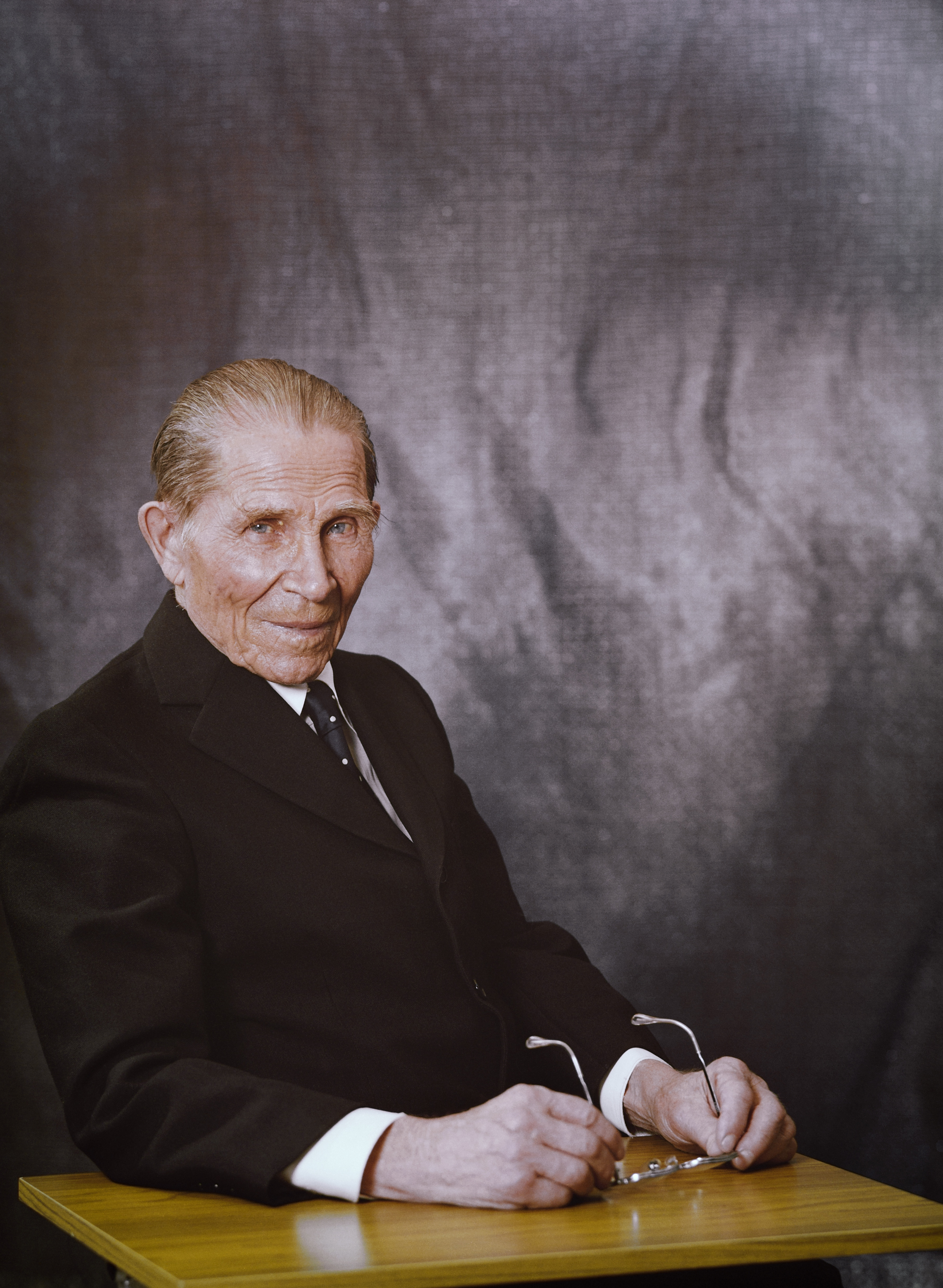
Arvo Ylppö im Jahr 1978

Arvo Henrik Ylppö (* 27. Oktober 1887 in Akaa; † 28. Januar 1992 in Helsinki) war ein finnischer Kinderarzt und Professor für Pädiatrie. Seinen internationalen Ruf verdankte Ylppö seinen Forschungen zur Neonatologie. In Finnland ist er vor allem als Schöpfer des Neuvola-Beratungssystems für Mutter und Kind bekannt, das zu einem erheblichen Rückgang der Säuglingssterblichkeit in Finnland führte.

## Leben
Ylppö wurde als Sohn einer Bauernfamilie 1887 in Akaa geboren und kam selbst als Frühgeburt zur Welt. Während seines 1906 begonnenen Medizinstudiums an der Universität Helsinki entschied er sich für eine Spezialisierung auf Kinderheilkunde. 1912 ging er nach Berlin, wo er als Assistenzarzt am Kinderkrankenhaus Kaiserin-Auguste-Viktoria-Haus arbeitete. Dort verfasste er 1913 seine Dissertation zum Bilirubin-Stoffwechsel bei Kindern. Im März 1914 wurde er in Helsinki zum Doktor der Medizin promoviert.
Zurück in Deutschland konzentrierte Ylppö seine Forschungen auf die pathologische Anatomie von Kindern und erhielt dafür internationale Anerkennung. In Finnland wurde er 1920 Dozent am Helsinkier Universitätskrankenhaus und fünf Jahre später Professor für Pädiatrie. Er setzte seine Forschungen fort, schrieb für medizinische Zeitschriften und über Kinderbetreuung. Zudem unterstützte er alle Anstrengungen, die Ausbildung von Krankenschwestern, die pharmazeutische Industrie und das öffentliche Bewusstsein für medizinische Angelegenheiten in seinem Heimatland auszuweiten. Von 1920 bis 1963 war er Chefarzt des Kinderkrankenhauses Lasten linna (Kinderschloss) und führte zusätzlich eine private Praxis. Im Jahr 1939 wurde er zum Mitglied der Deutschen Akademie der Naturforscher Leopoldina gewählt.
1952 wurde Ylppö vom Präsidenten der Republik Finnland zum Archiater (arkkiatri) ernannt. Hierbei handelt es sich um den höchsten medizinischen Ehrentitel Finnlands, den immer nur ein einziger Arzt trägt. Ylppö ging 1957 in den Ruhestand, förderte jedoch weiterhin viele kindermedizinische Initiativen. 1956 wurde er Ehrendoktor der Universität Gießen. Er starb 1992 im hohen Alter von 104 Jahren.
Bei der Fernsehabstimmung Suuret Suomalaiset im Jahre 2004, vergleichbar mit dem deutschen Unsere Besten, wurde er zum sechstgrößten Finnen aller Zeiten gewählt. An der Uni Helsinki verleiht man heute jedes Jahr im Rahmen eines großen Festakts die Arvo-Ylppö-Medaille für pädiatrische Forschungen.
Zu seinem 100. Geburtstag gab Finnland 1987 eine Briefmarke heraus.

## Werke
- Mein Leben unter Kleinen und Großen. Hansisches Verlagskontor Heinz Scheffler, Lübeck, 1987, ISBN 3-87302-042-4